# Hieracium cornuscalae
Hieracium cornuscalae es una especie de planta con flor del género Hieracium, de la familia Asteraceae, orden Asterales.

## Distribución
Hieracium cornuscalae se distribuye por Italia.

## Taxonomía
Fue descrita científicamente por Gottschl. Fue publicada en Webbia 64: 175 (2009).